# Catocala andromache
Catocala andromache là một loài bướm đêm thuộc họ Erebidae. Nó được tìm thấy ở miền nam California đến Arizona.

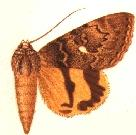
Hình minh họa

Phụ loài Catocala andromache benjamini đã được nâng thành loài và nay có tên Catocala benjamini.
Sải cánh dài 50–55 mm. Con trưởng thành bay từ tháng 6 đến tháng 7 tùy theo địa điểm. Có thể có một lứa một năm.
Ấu trùng ăn Quercus dumosa, Quercus turbinella và Quercus wislizeni.

## Phụ loài
Catocala andromache wellsi, ghi nhận ở miền trung California, nay được xem là một đồng âm.